# Eva Mozes Kor
Eva Mozes Kor (Marca, 31 de janeiro de 1934 - Cracóvia, 4 de julho de 2019) foi uma sobrevivente do Holocausto. Ao lado de sua irmã gêmea Miriam, Kor foi enviada a experimentos humanos nazistas por Josef Mengele no campo de Auschwitz, durante a Segunda Guerra Mundial. Perdeu seus pais e duas irmãs no Holocausto e, juntamente com sua irmã, foram as únicas sobreviventes da família. Kor fundou a organização CANDLES, um acrônimo para Children of Auschwitz Nazi Deadly Lab Experiments Survivors, em 1984. Por meio deste programa, descobriu 122 sobreviventes de Josef Mengele.
Kor fundou a CANDLES Holocaust Museum and Education Center em 1995, com o intuito de educar publicamente sobre a eugenia, o Holocausto e o poder do perdão. Kor recebeu atenção internacional ao perdoar publicamente os nazistas e suas ações contra ela. A história é registrada no documentário Forgiving Dr. Mengele.
Kor morreu em 4 de julho de 2019, aos 85 anos de idade.

## Vida
Eva Mozes nasceu em 1934, em Marca, na Romênia. Seu pai, Alexander, era latifundiário e sua mãe, Jaffa, agricultora. Alexander e Jeffa eram os únicos residentes judeus do local. Posteriormente, tiveram Edit, Aliz e as gêmeas Eva e Miriam. Em 1940, quando Eva e Miriam tinham seis anos, nazistas húngaros ocuparam a vila em que moravam. Em 1944, a família foi transportada para o gueto regional em Șimleu Silvaniei. Semanas depois, foram  transferidas para o campo de concentração de Auschwitz. Por serem irmãs gêmeas, foram selecionadas como parte de um grupo de crianças a serem utilizadas em experimentos humanos, sob a direção do médico nazista Josef Mengele. Aproximadamente 1.500 gêmeos foram submetidos a esses experimentos e a maioria morreu. Eva ficou doente, mas viveu e ajudou Miriam.
O Exército Soviético liberou o campo de concentração em 27 de janeiro de 1945. No local, encontraram cerca de 180 crianças e a maioria eram irmãos gêmeos. Após o resgate, foram enviadas para Katowice, na Polônia, cidade que estava sendo utilizada como um orfanato. Seguidamente, o Exército localizou Rosalita Csengeri, uma amiga da mãe de Eva cujas filhas foram utilizadas nos experimentos de Mengele. Csengeri assumiu a responsabilidade por Eva e Mirma, ajudando-as a retornar à Romênia após a liberação do campo. Depois da Segunda Guerra Mundial, Eva e Miriam passaram a viver em Cluj-Napoca, na Romênia, com sua tia sobrevivente Irena, onde estudaram e tentaram se recuperar de suas experiências em Auschwitz e se adaptar à vida sob o regime comunista. Em 1950, aos 16 anos, receberam permissão para deixar a Romênia e emigraram para Israel, chegando à cidade portuária de Haifa. Eva frequentou uma escola agrícola e, em seguida, alcançou o posto de sargento-mor no Corpo de Engenharia do Exército Israelense. Em 1960, casou-se com Michael Kor, um cidadão americano e sobrevivente do Holocausto.

## Reconhecimento
Kor foi homenageada por quatro governadores de Indiana. Recebeu duas vezes o Sagamore of the Wabash Award e uma vez o Indiana's Distinguished Hoosier Award. Em 2017, recebeu o Sachem Award, sendo este último a maior honra do estado de Indiana. Em abril de 2017, Kor foi nomeada como Grand Marshal do Indianapolis 500 Festival Parade. Em maio de 2015, recebeu a condecoração Honrary Doctorate of Humane Letters pela Universidade Butler. No mesmo ano, recebeu o Wabash Valley Women of Influence Award, patrocinado pela United Way of the Wabash Valley, o prêmio Anne Frank Change the World Award da Wassmuth Center for Human Rights e o Mike Vogel Humanitarian Award.

## Obras
- Echoes from Auschwitz: Dr. Mengele's Twins: The Story of Eva and Miriam Mozes (1995) com Mary Wright — ISBN 978-0-9643807-6-9
- Surviving the Angel of Death: The Story of a Mengele Twin in Auschwitz (2009) com Lisa Rojany Buccieri — ISBN 1-933718-28-5
- Little Eva & Miriam in First Grade (1994) Eva Mozes Kor - OCLC 33324155
- Forgiving Dr. Mengele  (2006)  First Run Features - Bob Hercules e Cheri Pugh
- Die Macht Des Vergebens (2016) com Guido Eckert - ISBN 978-3-7109-0011-2

## Morte
Kor morreu de causas naturais em 4 de julho de 2019, aos 85 anos de idade, em Cracóvia, Polônia, perto do campo de concentração de Auschwitz, 75 anos após ter estado no local e ser vítima de tortura sob o regime nazista.